# Bessay-sur-Allier
Bessay-sur-Allier – miejscowość i gmina we Francji, w regionie Owernia-Rodan-Alpy, w departamencie Allier.

## Demografia
Według danych na rok 1990 gminę zamieszkiwało 1329 osób, a gęstość zaludnienia wynosiła 38 osób/km². W styczniu 2015 r. Bessay-sur-Allier zamieszkiwało 1431 osób, przy gęstości zaludnienia wynoszącej 40,9 osób/km².